# Sferoïde

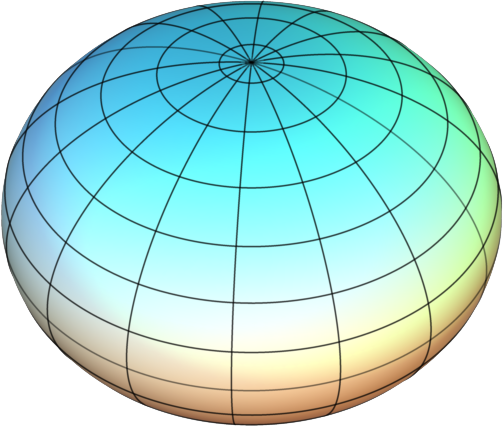
Oblate sferoïde

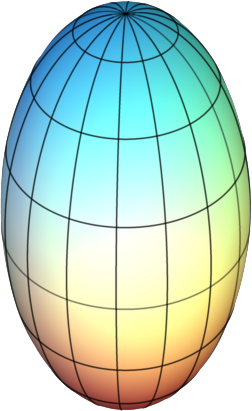
Prolate sferoïde

Een sferoïde is een kwadratisch oppervlak in de vorm van een omwentelingsellipsoïde, dat wil zeggen een omwentelingsfiguur van een ellips. Een ellipsoïde waarvan twee stralen gelijk zijn, is een sferoïde. Als de twee gelijke stralen groter zijn dan de derde, wordt ze een oblate sferoïde genoemd. Bij een prolate sferoïde zijn de twee gelijke stralen kleiner dan de derde.

## Geodesie
In de geodesie was er in de achttiende eeuw een wetenschappelijke discussie of de Aarde oblaat (volgens Isaac Newton en Christiaan Huygens) of prolaat (volgens René Descartes en Jacques Cassini) van vorm was. Nauwkeurige breedtegraadmetingen tijdens expedities van de Franse academie van wetenschappen naar Lapland en Peru toonden aan dat de aarde oblaat is met een afplatting van ongeveer 1/300. 

## Volume
Het volume van een prolate sferoïde is:
{\displaystyle V={\frac {4}{3}}\pi ab^{2}}
Voor het volume van een oblate sferoïde geldt:
{\displaystyle V={\frac {4}{3}}\pi a^{2}b}
Waarin:
- a de grootste straal is en
- b de kortste straal

## Oppervlakte
Het oppervlak van een prolate sferoïde is:
{\displaystyle A=2\pi b^{2}+{\frac {2\pi a^{2}b}{\sqrt {a^{2}-b^{2}}}}\operatorname {asin} \left({\frac {\sqrt {a^{2}-b^{2}}}{a}}\right)}
De oppervlakte van een oblate sferoïde is:
{\displaystyle A=2\pi a^{2}+\pi {\frac {b^{2}}{e}}\operatorname {ln} \left({\frac {1+e}{1-e}}\right)}
Hierbij is de ellipsiteit e, ook excentriciteit of afplatting genoemd:
{\displaystyle e={\sqrt {1-{\frac {b^{2}}{a^{2}}}}}}, met {\displaystyle b<a}
De term afplatting wordt echter ook gebruikt voor de alternatieve grootheid
{\displaystyle f={\frac {a-b}{a}}}